# شهرستان میاکینسکی
شهرستان میاکینسکی (به لاتین: Miyakinsky District) یک شهرستان در روسیه است که در باشقیرستان واقع شده‌است.